# Joel Harlow
Joel Harlow (* 20. Jahrhundert in Grand Forks, North Dakota) ist ein US-amerikanischer Maskenbildner.

## Leben
Harlow wuchs in North Dakota auf. Sein Wunsch Maskenbildner zu werden, entstand, nachdem er als Kind den Film King Kong und die weiße Frau gesehen hatte. Als Heranwachsender zog er nach New York City und besuchte dort die School of Visual Arts, wo er Animation studierte, dann jedoch begann er sich für Make-up zu interessieren. Seine ersten Arbeiten sind in den Filmen Atomic Hero II (Toxic Avenger II) und Toxic Avenger III sowie Basket Case 2 zu sehen. Er ging dann nach New York, wo er eine Stelle bei Steve Johnsons XFC fand.
Er arbeitete an verschiedenen Hollywood-Produktionen, so an allen vier Filmen der Pirates of the Caribbean-Reihe, A.I. – Künstliche Intelligenz, Planet der Affen, Constantine und Der Grinch. Seit einigen Jahren ist er der persönliche Maskenbildner von Johnny Depp.
Für seine Arbeit an Star Trek erhielt er zusammen mit Barney Burman und Mindy Hall 2010 den Oscar. Eine weitere Nominierung erhielt er 2014 für seine Arbeit an Lone Ranger sowie 2017 für Star Trek Beyond und 2023 für Black Panther: Wakanda Forever. Er gewann außerdem dreimal den Emmy, das erste Mal 1994 für das Makeup der Miniserie Stephen Kings The Stand – Das letzte Gefecht sowie 1997 für die Miniserie The Shining.

## Filmografie (Auswahl)

### Fernsehen
- 1991: Manchmal kommen sie wieder (Sometimes They Come Back)
- 1994: Stephen Kings The Stand – Das letzte Gefecht (The Stand) (Miniserie)
- 1995: Die Langoliers (Langoliers)
- 1997: The Shining
- 1997–2003: Buffy – Im Bann der Dämonen (Buffy the Vampire Slayer)
- 2003–2005: Carnivàle
- seit 2007: Mad Men

### Film
- 1989: Atomic Hero II (The Toxic Avenger Part 2)
- 1989: Toxie’s letzte Schlacht (The Toxic Avenger Part 3)
- 1990: Basket Case 2
- 1991: Barton Fink
- 1994: Brainscan
- 1997: Lord of Illusions
- 2000: Der Grinch (How the Grinch Stole Christmas)
- 2001: A.I. – Künstliche Intelligenz (Artificial Intelligence: AI)
- 2001: Planet der Affen (Planet of the Apes)
- 2002: Jackass: The Movie
- 2003: Matrix Revolutions
- 2003: Die Geistervilla (The Haunted Mansion)
- 2003: Fluch der Karibik (Pirates of the Caribbean: The Curse of the Black Pearl)
- 2004: Riddick: Chroniken eines Kriegers (The Chronicles of Riddick)
- 2005: Constantine
- 2005: Ring 2
- 2005: Krieg der Welten (War of the Worlds)
- 2006: Pirates of the Caribbean – Fluch der Karibik 2 (Pirates of the Caribbean: Dead Man’s Chest)
- 2007: Pirates of the Caribbean – Am Ende der Welt (Pirates of the Caribbean: At World’s End)
- 2009: Illuminati
- 2009: I Love You Phillip Morris
- 2010: Star Trek
- 2010: Alice im Wunderland (Alice in Wonderland)
- 2011: Pirates of the Caribbean – Fremde Gezeiten (Pirates of the Caribbean: On Stranger Tides)
- 2011: The Rum Diary
- 2011: Green Lantern
- 2011: World Invasion: Battle Los Angeles
- 2013: Lone Ranger
- 2016: Star Trek Beyond
- 2017: Logan – The Wolverine (Logan)
- 2017: Pirates of the Caribbean: Salazars Rache (Pirates of the Caribbean: Dead Men Tell No Tales)
- 2018: Black Panther
- 2019: Hellboy – Call of Darkness (Hellboy)
- 2019: Godzilla II: King of the Monsters (Godzilla: King of the Monsters)
- 2020: A Quiet Place 2 (A Quiet Place: Part 2)
- 2021: Jungle Cruise
- 2022: Amsterdam
- 2022: Black Adam
- 2022: Black Panther: Wakanda Forever